# Live in Berlin
Live in Berlin - A Film by Anton Corbijn es un álbum en directo del grupo inglés de música electrónica, Depeche Mode (David Gahan, Martin Gore, Andrew Fletcher), dirigido por Anton Corbijn, publicado en doble DVD, doble CD y Blu-ray Disc en 2014.

Es su quinto álbum en directo publicado en DVD. Como su nombre indica, contiene material de dos conciertos realizados el 25 y 27 de noviembre de 2013 en el O2 World de la ciudad de Berlín, Alemania, correspondientes a la gira Delta Machine Tour con motivo del álbum Delta Machine de ese mismo año, un segundo disco con material adicional, así como dos CD con el concierto en versión solo de audio.
El álbum apareció en dos ediciones, la estándar de lujo en doble DVD, doble CD y el álbum Delta Machine en su versión larga en Blu-ray Disc de audio en 5.1; y, en doble CD solo de audio titulado soundtrack, es decir, solo la banda sonora.

## Edición estándar
| DVD 1 - Depeche Mode Live in Berlin |                                                                                          |          |  |
| N.º                                 | Título                                                                                   | Duración |  |
| 1.                                  | «Welcome to My World» (en vivo en Berlín en 2013; incluye intro instrumental del tema)   | 6:54     |  |
| 2.                                  | «Angel» (en vivo en Berlín en 2013)                                                      | 4:28     |  |
| 3.                                  | «Walking in My Shoes» (en vivo en Berlín en 2013)                                        | 6:52     |  |
| 4.                                  | «Precious» (en vivo en Berlín en 2013)                                                   | 5:03     |  |
| 5.                                  | «Black Celebration» (en vivo en Berlín en 2013)                                          | 4:38     |  |
| 6.                                  | «Should Be Higher» (en vivo en Berlín en 2013)                                           | 5:57     |  |
| 7.                                  | «Policy of Truth» (en vivo en Berlín en 2013)                                            | 5:57     |  |
| 8.                                  | «The Child Inside» (en vivo en Berlín en 2013)                                           | 4:25     |  |
| 9.                                  | «But Not Tonight» (en vivo en Berlín en 2013; en versión acústica solo con piano)        | 6:54     |  |
| 10.                                 | «Heaven» (en vivo en Berlín en 2013)                                                     | 4:12     |  |
| 11.                                 | «Soothe My Soul» (en vivo en Berlín en 2013)                                             | 7:16     |  |
| 12.                                 | «A Pain That I'm Used To» (en vivo en Berlín en 2013, en su forma Jacques Lu Cont Remix) | 4:22     |  |
| 13.                                 | «A Question of Time» (en vivo en Berlín en 2013)                                         | 4:24     |  |
| 14.                                 | «Enjoy the Silence» (en vivo en Berlín en 2013)                                          | 7:27     |  |
| 15.                                 | «Personal Jesus» (en vivo en Berlín en 2013)                                             | 11:07    |  |
| 16.                                 | «Shake the Disease» (en vivo en Berlín en 2013; en versión acústica solo con piano)      | 5:37     |  |
| 17.                                 | «Halo» (en vivo en Berlín en 2013, en su forma Goldfrapp Remix)                          | 4:54     |  |
| 18.                                 | «Just Can't Get Enough» (en vivo en Berlín en 2013)                                      | 6:00     |  |
| 19.                                 | «I Feel You» (en vivo en Berlín en 2013)                                                 | 7:09     |  |
| 20.                                 | «Never Let Me Down Again» (en vivo en Berlín en 2013)                                    | 8:42     |  |
| 21.                                 | «Goodbye» (en vivo en Berlín en 2013)                                                    | 5:40     |  |
| 22.                                 | «Créditos» (así aparece, en pista separada)                                              | 1:39     |  |

Créditos
Anton Corbijn - dirección
David Gahan - vocales
Martin Gore - guitarra, vocales y teclados
Andrew Fletcher - teclados
Christian Eigner - batería
Peter Gordeno - teclados, incluyendo el modo piano, apoyo vocal y bajo eléctrico
Kirsten Sohrauer - producción
Stephan Vens - producción ejecutiva
Jonathan Kessler - producción ejecutiva
Alex Pollock - producción ejecutiva
La mayoría de los temas fueron compuestos por Martin Gore, excepto Should Be Higher que fue compuesto por David Gahan y Kurt Uenala, y Just Can't Get Enough que fue compuesto por Vince Clarke.
El segundo DVD contiene el espectáculo completo intercalado con quince piezas de entrevistas realizadas por Anton Corbijn con los integrantes de DM, sus músicos de apoyo y Jonathan Kessler, su mánager, así como dos sesiones acústicas Bordello cantadas por Martin Gore solo con Peter Gordeno al piano.
Durante la primera entrevista a integrantes de DM que aparece en el disco se intercalan imágenes de una mujer deambulando por Berlín, misma que reaparece en la interpretación de "Halo" simulando llegar al concierto, y después en las sesiones acústicas como acompañante, con lo cual el DVD es una suerte de filme expresionista de Corbijn.
El disco contiene además dos sesiones acústicas grabadas en el Salón Bel Ami, el burdel más antiguo de Berlín.

| DVD 2 - Alive in Berlin | |          |  |
| N.º                     | Título | Duración |  |
| 1.                      | «Introducción» (entrevistas con seguidores de DM)                                                                                                | 1:48     |  |
| 2.                      | «Welcome to My World» (en vivo en Berlín en 2013)                                                                                                | 6:36     |  |
| 3.                      | «Angel» (en vivo en Berlín en 2013; y entrevistas con David Gahan, Andrew Fletcher y Martin Gore)                                                | 6:37     |  |
| 4.                      | «Walking in My Shoes» (en vivo en Berlín en 2013; y entrevista con Martin Gore, Andrew Fletcher y Jonathan Kessler)                              | 8:03     |  |
| 5.                      | «Precious» (en vivo en Berlín en 2013; y entrevista con Andrew Fletcher)                                                                         | 5:14     |  |
| 6.                      | «Black Celebration» (en vivo en Berlín en 2013; y entrevista con David Gahan)                                                                    | 5:45     |  |
| 7.                      | «Should Be Higher» (en vivo en Berlín en 2013; y entrevista con Jonathan Kessler)                                                                | 8:00     |  |
| 8.                      | «Policy of Truth» (en vivo en Berlín en 2013; y entrevista con Peter Gordeno)                                                                    | 5:43     |  |
| 9.                      | «The Child Inside» (en vivo en Berlín en 2013)                                                                                                   | 4:30     |  |
| 10.                     | «But Not Tonight» (en vivo en Berlín en 2013; en versión acústica solo con piano; y entrevistas a personas que desconocen a Depeche Mode)        | 7:42     |  |
| 11.                     | «Heaven» (en vivo en Berlín en 2013; y entrevista con David Gahan)                                                                               | 4:35     |  |
| 12.                     | «Soothe My Soul» (en vivo en Berlín en 2013; y entrevista con Martin Gore)                                                                       | 7:52     |  |
| 13.                     | «A Pain That I'm Used To» (en vivo en Berlín en 2013, en su forma Jacques Lu Cont Remix)                                                         | 4:15     |  |
| 14.                     | «A Question of Time» (en vivo en Berlín en 2013; y entrevista con Martin Gore, Andrew Fletcher, Jonathan Kessley y David Gahan)                  | 6:16     |  |
| 15.                     | «Enjoy the Silence» (en vivo en Berlín en 2013)                                                                                                  | 7:20     |  |
| 16.                     | «Personal Jesus» (en vivo en Berlín en 2013; y entrevista con Martin Gore)                                                                       | 10:53    |  |
| 17.                     | «Shake the Disease» (en vivo en Berlín en 2013; en versión acústica solo con piano; y entrevista con David Gahan)                                | 5:56     |  |
| 18.                     | «Halo» (en vivo en Berlín en 2013, en su forma Goldfrapp Remix; y entrevista con Jonathan Kessler, Peter Gordeno, David Gahan y Andrew Fletcher) | 9:29     |  |
| 19.                     | «Just Can't Get Enough» (en vivo en Berlín en 2013; y entrevista con Christian Eigner)                                                           | 6:51     |  |
| 20.                     | «I Feel You» (en vivo en Berlín en 2013) | 6:59     |  |
| 21.                     | «Never Let Me Down Again» (en vivo en Berlín en 2013)                                                                                            | 8:39     |  |
| 22.                     | «Goodbye» (en vivo en Berlín en 2013) | 5:43     |  |
| 23.                     | «Créditos» | 1:40     |  |

| Sesiones acústicas |                |          |  |
| N.º                | Título         | Duración |  |
| 1.                 | «Condemnation» |          |  |
| 2.                 | «Judas»        |          |  |

### Edición en CD
Los dos CD aparecen en la edición estándar, pero además se publicaron por separado, los cuales representan un álbum doble en directo conteniendo el mismo concierto del primer DVD en versión únicamente de audio. Esta es la edición en formato digital a través de Spotify.

| Depeche Mode Live in Berlin CD 1 |                                                                                    |          |  |
| N.º                              | Título                                                                             | Duración |  |
| 1.                               | «Welcome to My World» (en vivo en Berlín en 2013; con intro instrumental del tema) | 6:42     |  |
| 2.                               | «Angel» (en vivo en Berlín en 2013)                                                | 4:18     |  |
| 3.                               | «Walking in My Shoes» (en vivo en Berlín en 2013)                                  | 6:33     |  |
| 4.                               | «Precious» (en vivo en Berlín en 2013)                                             | 5:03     |  |
| 5.                               | «Black Celebration» (en vivo en Berlín en 2013)                                    | 4:34     |  |
| 6.                               | «Should Be Higher» (en vivo en Berlín en 2013)                                     | 5:51     |  |
| 7.                               | «Policy of Truth» (en vivo en Berlín en 2013)                                      | 5:26     |  |
| 8.                               | «The Child Inside» (en vivo en Berlín en 2013)                                     | 4:21     |  |
| 9.                               | «But Not Tonight» (en vivo en Berlín en 2013; en versión acústica solo con piano)  | 6:48     |  |
| 10.                              | «Heaven» (en vivo en Berlín en 2013)                                               | 4:13     |  |
| 11.                              | «Soothe My Soul» (en vivo en Berlín en 2013)                                       | 7:15     |  |

| Depeche Mode Live in Berlin CD 2 |                                                                                          |          |  |
| N.º                              | Título                                                                                   | Duración |  |
| 1.                               | «A Pain That I'm Used To» (en vivo en Berlín en 2013, en su forma Jacques Lu Cont Remix) | 4:28     |  |
| 2.                               | «A Question of Time» (en vivo en Berlín en 2013)                                         | 4:24     |  |
| 3.                               | «Enjoy the Silence» (en vivo en Berlín en 2013)                                          | 7:27     |  |
| 4.                               | «Personal Jesus» (en vivo en Berlín en 2013)                                             | 8:42     |  |
| 5.                               | «Shake the Disease» (en vivo en Berlín en 2013; en versión acústica solo con piano)      | 4:58     |  |
| 6.                               | «Halo» (en vivo en Berlín en 2013, en su forma Goldfrapp Remix)                          | 4:53     |  |
| 7.                               | «Just Can't Get Enough» (en vivo en Berlín en 2013)                                      | 6:03     |  |
| 8.                               | «I Feel You» (en vivo en Berlín en 2013)                                                 | 6:47     |  |
| 9.                               | «Never Let Me Down Again» (en vivo en Berlín en 2013)                                    | 7:30     |  |
| 10.                              | «Goodbye» (en vivo en Berlín en 2013)                                                    | 5:34     |  |

### Delta MachineBlu-ray Disc
La versión estándar de lujo contiene adicionalmente el álbum Delta Machine de Depeche Mode, en su versión extendida, en Blu-ray Disc de audio en 5.1.

| Delta Machine Blu-ray |                        |          |  |
| N.º                   | Título                 | Duración |  |
| 1.                    | «Welcome to My World»  | 4:56     |  |
| 2.                    | «Angel»                | 3:57     |  |
| 3.                    | «Heaven»               | 4:03     |  |
| 4.                    | «Secret to the End»    | 5:12     |  |
| 5.                    | «My Little Universe»   | 4:24     |  |
| 6.                    | «Slow»                 | 3:45     |  |
| 7.                    | «Broken»               | 3:58     |  |
| 8.                    | «The Child Inside»     | 4:16     |  |
| 9.                    | «Soft Touch/Raw Nerve» | 3:26     |  |
| 10.                   | «Should Be Higher»     | 5:04     |  |
| 11.                   | «Alone»                | 4:29     |  |
| 12.                   | «Soothe My Soul»       | 5:22     |  |
| 13.                   | «Goodbye»              | 5:03     |  |
| 14.                   | «Long Time Lie»        | 4:25     |  |
| 15.                   | «Happens all the Time» | 4:20     |  |
| 16.                   | «Always»               | 5:07     |  |
| 17.                   | «All That's Mine»      | 3:23     |  |

## Datos
- La edición del tema «Halo» que aparece en el disco Alive in Berlin es distinta a la de Live in Berlin; en la del primero aparece el montaje con segmentos de una chica, la misma de la proyección del tema para los conciertos, entrando al concierto durante la interpretación y sonriendo satisfecha al terminar ésta.
- Antes de su publicación, el material tuvo exhibición en cines en algunos mercados selectos.[5]
- Es el álbum en concierto que contiene más temas del disco que propiamente promocionaba la gira a la que corresponde, siete temas, desde el 101 de 1989.

Con el buen recibimiento del anterior álbum en directo en DVD, para Live in Berlin se inlcuyeron de nuevo dos CD con la versión solo sonora del material e incluso en este caso se publicaron por separado como un álbum doble en directo subtitulado soundtrack, es decir, banda sonora.